# Dreifaltigkeitskirche (Schowkwa)

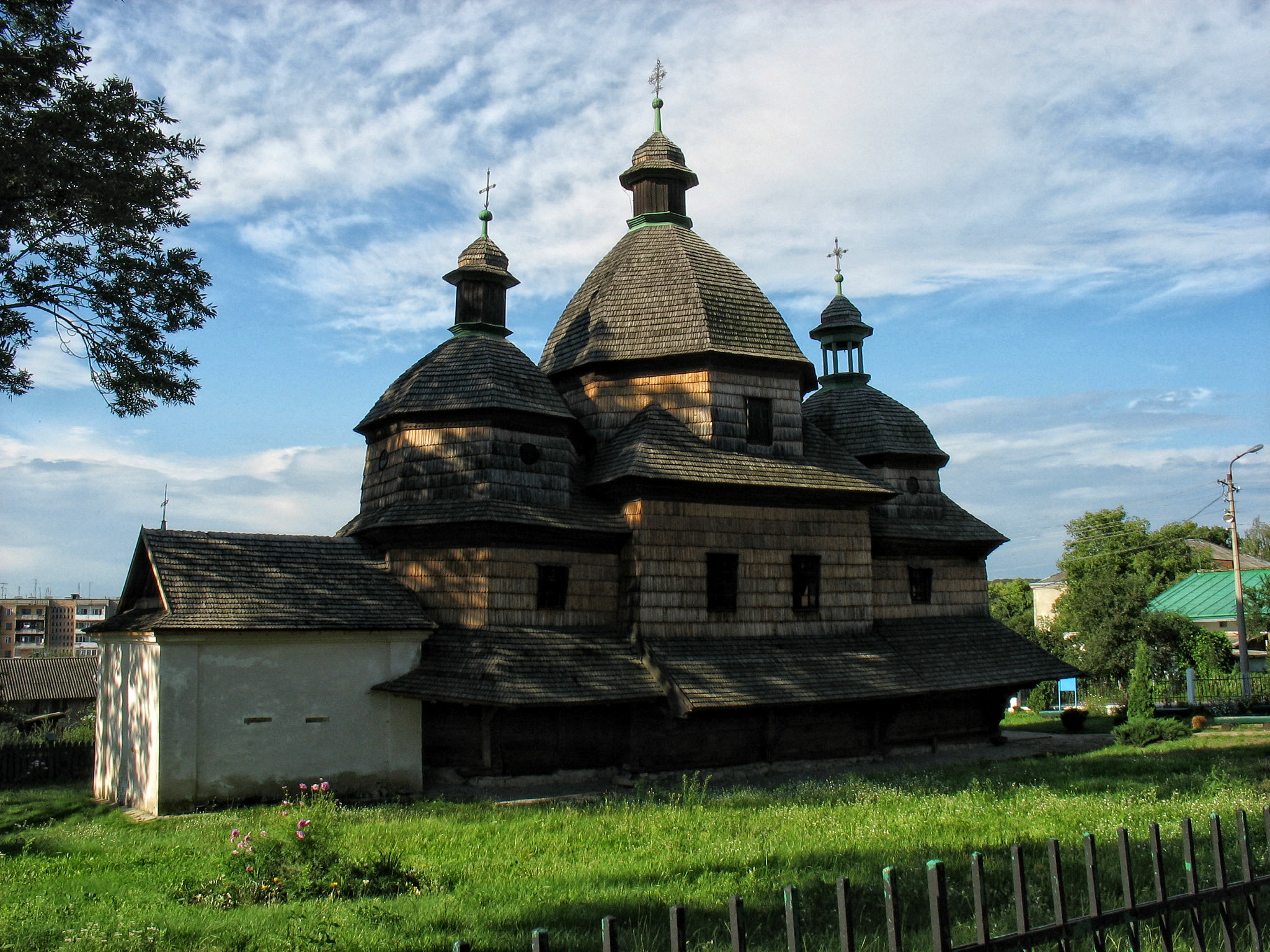
Gesamtansicht von Norden (2006)

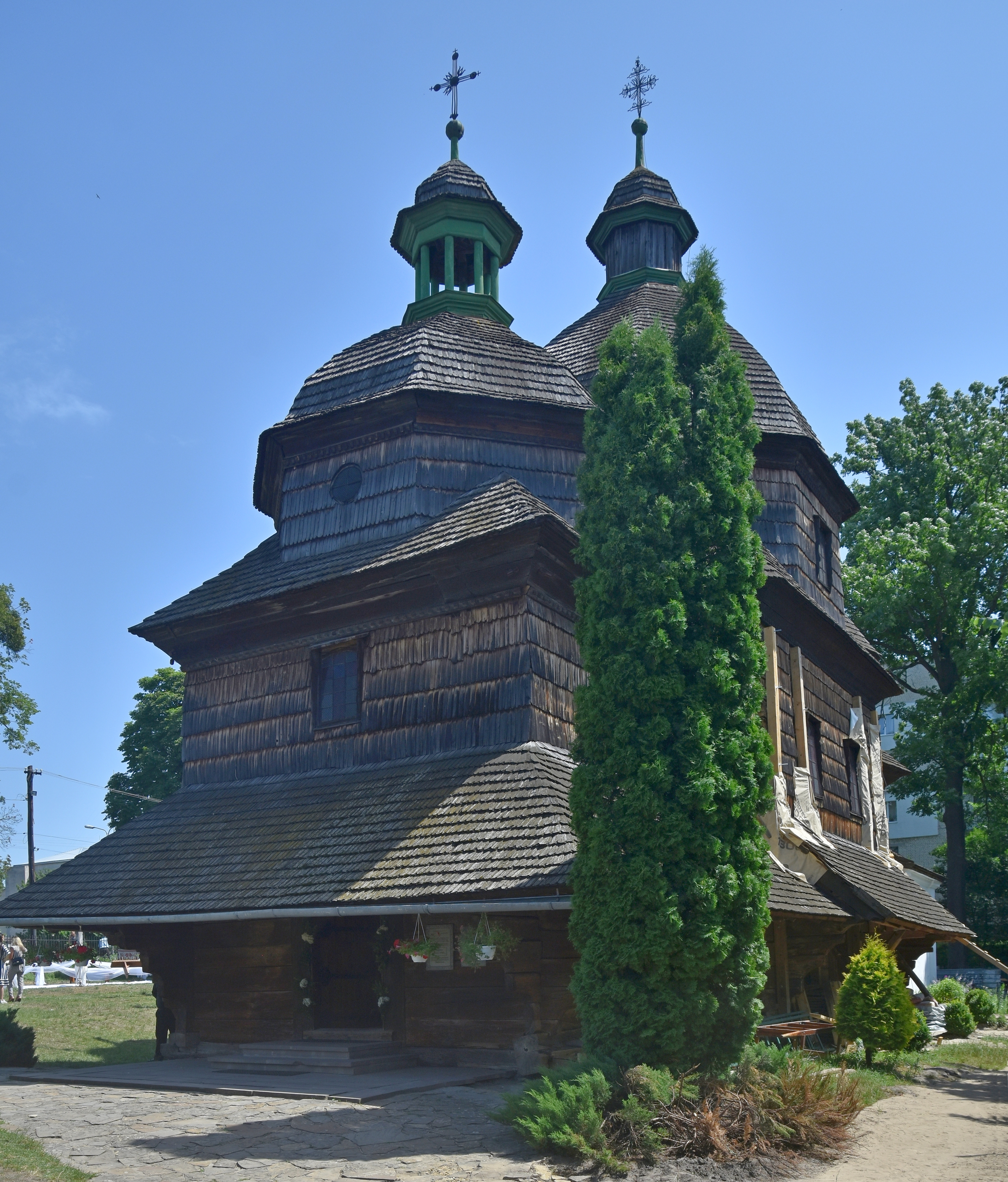
Westseite mit Eingang

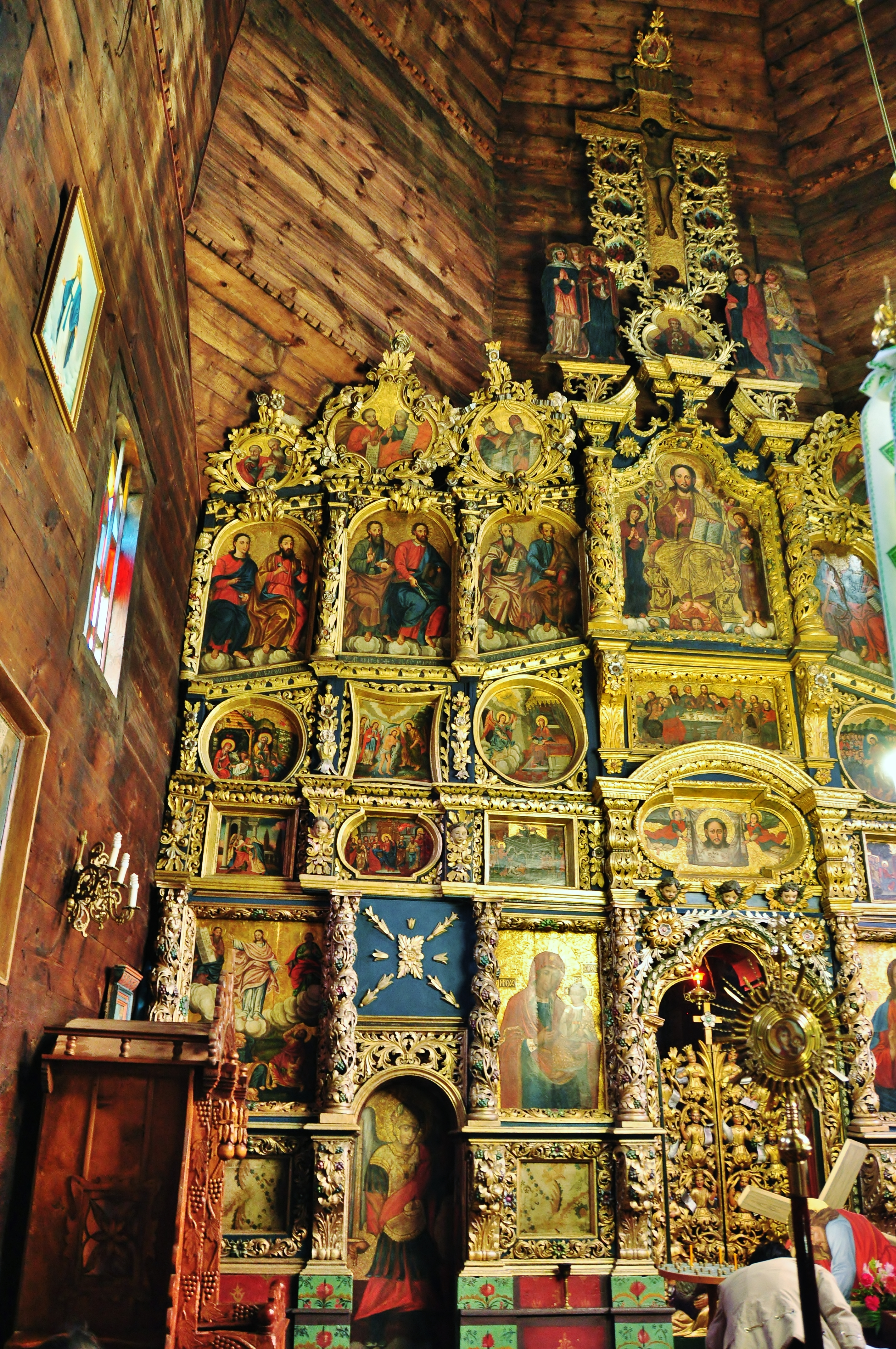
Ikonostase der Kirche

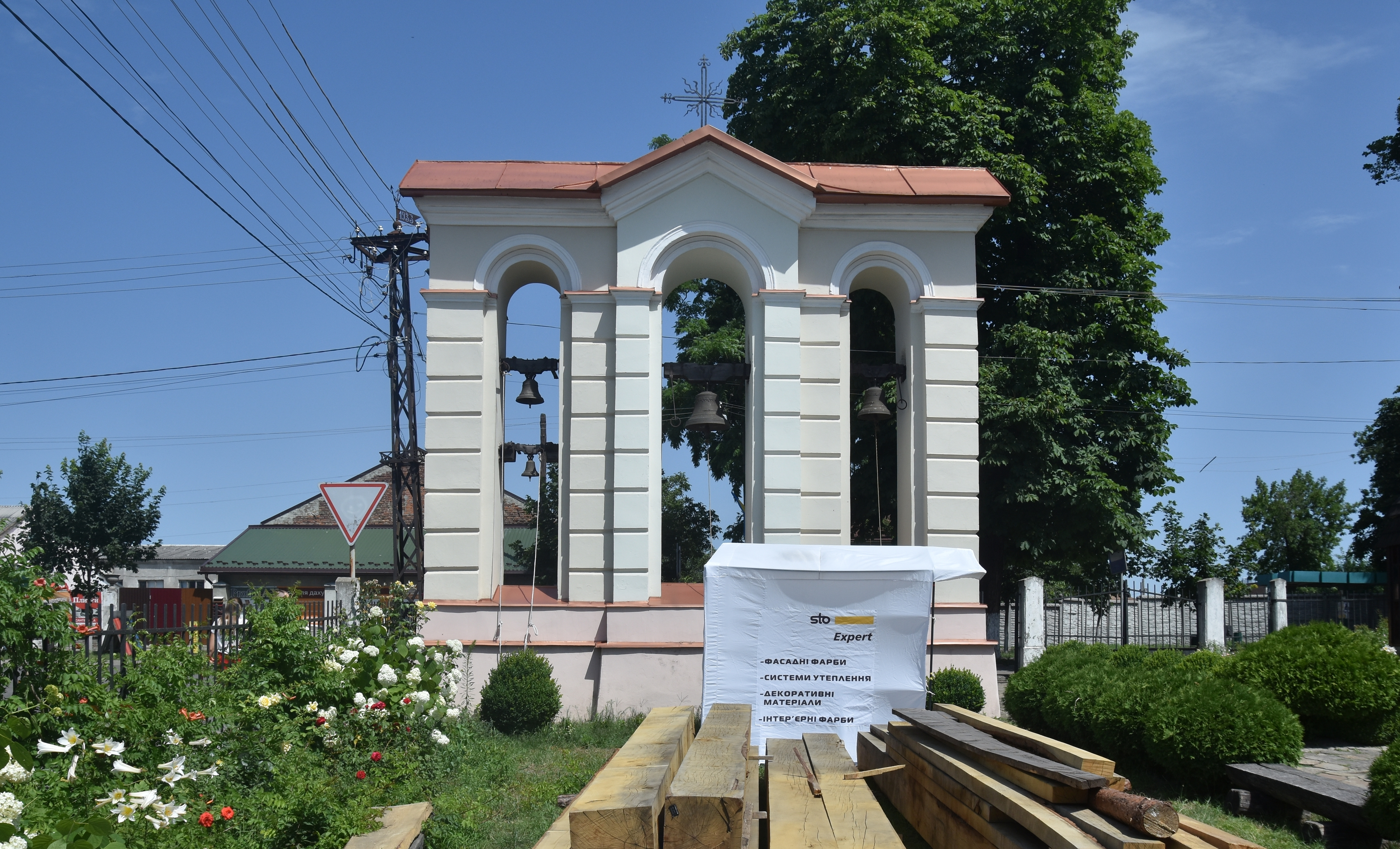
Ansicht des Glockenträgers

Die Dreifaltigkeitskirche (ukrainisch Церква Святої Трійці) ist eine Holzkirche in Schowkwa (Жовква; Rajon Lwiw) in der Oblast Lwiw in der Ukraine. Die Kirche gehört zum grenzübergreifenden UNESCO-Welterbe „Holzkirchen der Karpatenregion“ und ist der Dreifaltigkeit geweiht. Sie wird als Kirche genutzt und gehört zur griechisch-katholischen Kirche.

## Lage
Die Kirche liegt östlich des Stadtzentrums. Sie ist geostet. Im Nordwesten der Stadt liegt eine weitere Holzkirche aus dem Jahr 1705.

## Geschichte
Die Kirche wurde 1720 errichtet, nachdem die Vorgängerkirche 1717 abbrannte. Der steinerne Glockenträger nördlich der Kirche wurde 1893 errichtet. Die Ikonostase erfuhr 1978/1979 eine Restaurierung. Die Kirche ist ein Baudenkmal von nationaler Bedeutung und wurde 2010 mit sieben weiteren Holzkirchen in der Ukraine in die Tentativliste des Weltkulturerbes aufgenommen. Die Einschreibung erfolgte am 21. Juni 2013 gemeinsam mit acht weiteren Objekten der Ostkirchen in Polen.

## Beschreibung und Ausstattung
Die Kirche gehört zum galizischen Typus der Holzkirchen, wie die ebenfalls zum Welterbe gehörende Paraskewi-Kirche in Radruż (Polen) und die Heiliggeistkirche in Potelytsch (Ukraine). Die an den Chor angebaute Sakristei ist gemauert und erhielt ein Portal des seinerzeit abgetragenen Burgturms von Schowkwa. Die in Lindenholz geschnitzte Ikonostase aus stammt aus der Erbauungszeit und enthält Teile aus dem Vorgängerbauwerk.